# Pablo Maurette
Pablo Maurette (Buenos Aires, 1979) es un escritor, guionista y profesor argentino.

## Biografía
Maurette se graduó en Filosofía en la Universidad de Buenos Aires. Realizó posteriormente un máster en griego bizantino en la Universidad de Londres y se doctoró en literatura comparada en la Universidad de Carolina del Norte en Estados Unidos. Entre 2013 y 2017 fue profesor de literatura comparada en la Universidad de Chicago. 
Entre 2018 y 2019 fue becario de la Universidad de Harvard en el Centro de Estudios de Renacimiento Italiano en Villa I Tatti en Florencia. Es profesor de literatura inglesa y comparada en la Florida State University. Ha colaborado con distintos medios periodísticos y revistas de Argentina, Italia, México, España, Colombia, Alemania, Inglaterra, Canadá y Estados Unidos.
A fines de 2017 lanzó en las redes sociales la iniciativa #Dante2018, que proponía una lectura conjunta en las redes de La divina comedia de Dante en cien días, que contó con la colaboración de conocedores de la obra del autor florentino y que tuvo difusión internacional.
 Ha sido también el guionista de la película Quizás Hoy, dirigida por Sergio Corach.

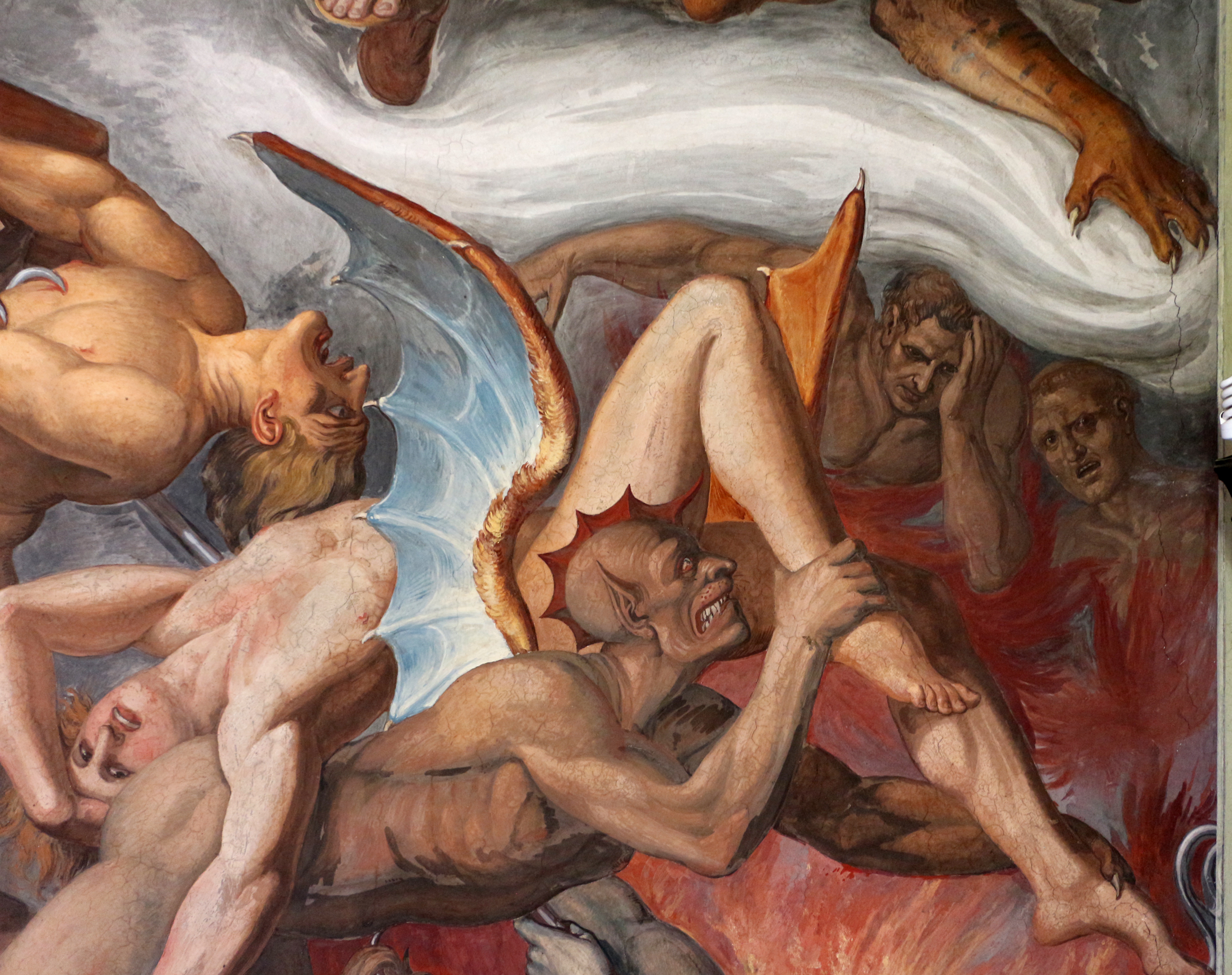
Fresco de Joseph Anton Koch sobre la Divina Comedia.

## Literatura
Maurette ha combinado el ensayo con la novela. Ha escrito varios libros en los que se adentra sobre la anatomía o lo físico del ser humano desde el arte, la filosofía y la literatura. En El sentido olvidado, lo hace sobre el sentido del tacto; en La carne viva sobre el cuerpo y continuó en Atlas ilustrado del cuerpo humano, ensayo en el que Maurette analiza órganos, músculos, enfermedades o fenómenos fisiológicos combinados con dioses, emperadores, científicos, actrices, escritores, jugadores de fútbol y artistas. Tras una primera novela La migración, en 2024, presentó La Niña de Oro una novela policíaca ambientada en Buenos Aires a finales del XX, en la que los cuerpos y las anomalías mantienen también gran presencia. 

### Obra
- El sentido olvidado: Ensayos sobre el tacto (2015) -Mardulce-
- La carne viva (2018) -Mardulce-
- La migración (2020) -Mardulce-
- Por qué nos creemos los cuentos: Cómo se construye evidencia en la ficción (2021) -Clave Intelectual-
- Atlas ilustrado del cuerpo humano (2023) -Clave Intelectual-
- La Niña de Oro (2024) -Editorial Anagrama-